# 2004 PV117
2004 PV117, também escrito como 2004 PV117, é um objeto transnetuniano que está localizado no Cinturão de Kuiper, uma região do Sistema Solar. Este corpo celeste é classificado como um cubewano. Ele possui uma magnitude absoluta de 6,5 e tem um diâmetro estimado com 221 km.

## Descoberta
2004 PV117 foi descoberto no dia 15 de agosto de 2004 pelo astrônomo B. Gladman.

## Órbita
A órbita de 2004 PV117 tem uma excentricidade de 0,152 e possui um semieixo maior de 45,917 UA. O seu periélio leva o mesmo a uma distância de 42,221 UA em relação ao Sol e seu afélio a 52,890 UA.